# 戴員
戴員（2世纪—204年），东汉末年人物。
戴員是吴郡太守盛憲属下，盛憲被孙权所殺，戴員和同僚媯覽逃亡山中。孙权的弟弟孫翊担任丹陽郡太守，免去戴員之罪，任命他为郡丞。但孫翊之妻徐氏让孫翊戒备媯覽、戴員。建安九年（204年），媯覽、戴員指使边鸿杀害孫翊，并在事后殺边鸿灭口。孙权族兄孫河斥責二人，媯覽、戴員于是殺害孫河，联络劉馥意图投靠曹操。
之後媯覽入居軍府，也得到孫翊侍禦和妻妾，並在晦日會見孫翊遺孀徐氏，而戴員在外招應，不料媯覽被徐氏先前密謀找來孫翊的属下孫高、傅嬰殺死。而戴員在外被徐元和侍從等二十餘人殺死，首級也成為徐氏對孫翊的祭品，媯戴兩家餘黨和宗族盡被孫權滅絕。